# 野志村
野志村（のしむら）は、かつて岐阜県恵那郡にあった村である。
現在の恵那市明智町野志に該当する。

## 大字・字
- 大字:無し
- 字:長根、通り澤、井の入、戸澤、畑田平、仲田、大平、林之越、植平、荒槇、彌勒前、大洞、下り松、坪崎、袖破

## 歴史
- 1889年（明治22年）7月1日 - 町村制により、野志村発足。
- 1897年（明治30年）4月1日 - 明知町、杉野村、東方村と合併し、明知町発足。同日野志村は廃止。
- 1905年（明治38年）7月1日 - 明知町の一部（旧・野志村、杉野村、東方村）が明知町より分立し、静波村が発足する。